# فانسن كاسل
فينسنت كاسل (بالإنجليزية: Vincent Cassel)‏ (ولد في 23 نوفمبر، 1966) ممثل فرنسي. يشتهر بأداء أدوار البطوليه الرومانسية في الأفلام الفرنسية، وبأدواء أدوار الإجرام في الأفلام الناطقة الإنجليزية.

## حياته الشخصية
متزوج من الممثلة الإيطالية: «مونيكا بيلوتشي» ولهما ابنة اسمها: «ديفا».

## قائمة الأفلام
| العام | الفيلم                                  | الدور                       | ملاحظات |
| ----- | --------------------------------------- | --------------------------- | --- |
| 1993  | Métisse                                 | Max                         | |
| 1995  | الكراهية                                | Vinz                        | Nominated – جائزة سيزار لأفضل ممثل Nominated – جائزة سيزار لأفضل ممثل صاعد |
| 1995  | Jefferson in Paris                      | كامي ديمولان                | |
| 1996  | L'élève                                 | Julien                      | |
| 1996  | L'Appartement                           | Max                         | |
| 1997  | دوبيرمان                                | Yann le Pentrec (Dobermann) | |
| 1997  | Come mi vuoi                            | Pasquale                    | |
| 1998  | إليزابيث                                | هنري الثالث ملك فرنسا       | |
| 1999  | The Messenger: The Story of Joan of Arc | غيل دي ريز                  | |
| 1999  | Guest House Paradiso                    | Gino Bolognese              | |
| 2000  | Crimson Rivers                          | Max Kerkerian               | Nominated – جوائز الأفلام الأوروبية Audience Award for Best Actor |
| 2001  | أخوة الذئاب                             | Jean-François de Morangias  | |
| 2001  | شريك                                    | Monsieur Hood               | Voice only |
| 2001  | عيد ميلاد فتاة                          | Alexei                      | |
| 2001  | على شفتي                                | Paul                        | Nominated – جائزة سيزار لأفضل ممثل |
| 2002  | آيس إيج                                 | Diego                       | Voice only (French-language version) |
| 2002  | لا رجعة فيه                             | Marcus                      | Also Co-Producer |
| 2003  | The Reckoning                           | Lord De Guise               | |
| 2004  | توت (فيلم)                              | Mike S. Blueberry           | |
| 2004  | Agents Secrets                          | Brisseau                    | |
| 2004  | أوشن 12                                 | François Toulour            | |
| 2005  | خرج عن مساره                            | LaRoche                     | |
| 2006  | شيطان                                   | Joseph                      | Also Producer |
| 2007  | أوشن 13                                 | François Toulour            | |
| 2007  | وعود شرقية                              | Kirill                      | |
| 2007  | Sa Majesté Minor                        | Satyre                      | |
| 2008  | مسرين                                   | جاك مسرين                   | جائزة سيزار لأفضل ممثل Lumiere Award for Best Actor Étoiles d’Or Award for Best Actor مهرجان طوكيو السينمائي الدولي Award for Best Actor Nominated – Chlotrudis Award for Best Actor |
| 2009  | Lascars                                 | Tony Merguez                | Voice only |
| 2009  | Adrift (À Deriva)                       | Matias                      | |
| 2010  | Notre Jour Viendra                      | Patrick                     | Also Producer Alternate Tite: Our Day Will Come |
| 2010  | البجعة السوداء                          | Thomas Leroy                | Nominated – جائزة نقابة ممثلي الشاشة عن الأداء المتميز من قبل الممثلين في السينما ‏                                                                                                   |
| 2011  | طريقة خطيرة                             | Otto Gross                  | In production |
| 2015  | بارتيزان                                | غريغور                      | |
| 2015  | حكاية الحكايات                          | ملك سترونغكليف              | |

## وصلات خارجية
- Vincent Cassel's Films at subtitledonline.com
- VincentCassel.com (الموقع الرسمي)
- فينسنت كاسل على موقع IMDb (الإنجليزية)
- فينسنت كاسل على موقع ميتاكريتيك (الإنجليزية)
- فينسنت كاسل على موقع روتن توميتوز (الإنجليزية)
- فينسنت كاسل على موقع مونزينجر (الألمانية)
- فينسنت كاسل على موقع قاعدة بيانات الأفلام العربية
- فينسنت كاسل على موقع ألو سيني (الفرنسية)
- فينسنت كاسل على موقع ميوزك برينز (الإنجليزية)
- فينسنت كاسل على موقع تيرنر كلاسيك موفيز (الإنجليزية)
- فينسنت كاسل على موقع أول موفي (الإنجليزية)
- فينسنت كاسل على موقع قاعدة بيانات الأفلام السويدية (السويدية)
- CNN interview with Vincent Cassel